# Katerina Stamatiou
Katerina Stamatiou (* 1960 in Limassol) ist eine zyprische Juristin. Seit 2013 ist sie Richterin und seit 2023 Präsidentin des Anótato Dikastírio Kýprou, dem Obersten Gerichtshof der Republik Zypern.

## Leben und Wirken
Nach dem Schulabschluss in Limassol studierte Stamatiou Rechtswissenschaften in London. Nach ihrem Studienabschluss wurde sie bei der Gray’s Inn zur Anwaltschaft zugelassen. Nach ihrer Rückkehr nach Zypern praktizierte sie zunächst in einer Anwaltskanzlei in Limassol und war für eine Amtszeit Mitglied des Vorstands der dortigen Anwaltskammer. 1993 wurde sie in Limassol zur Bezirksrichterin ernannt, bevor sie 2000 zur Vorsitzenden Richterin und 2004 schließlich zur Präsidentin des Bezirksgerichts ernannt wurde. Darüber hinaus war sie Präsidentin des Assize Courts von Paphos und Limassol und Verwaltungspräsidentin der dortigen Bezirksgerichte.
Am 16. September 2013 wurde Stamatiou zur Richterin des Obersten Gerichtshofs berufen. Daneben hatte sie den Vorsitz des Ständigen Zivil- und Strafberufungsgerichts inne. Am 1. Juli 2023 wurde sie zu dessen Präsidentin ernannt. In dieser Funktion setzt sie sich für die Modernisierung und Effizienzsteigerung des zyprischen Justizsystems ein und fördert die Einführung moderner Datenverarbeitung für die Justiz.
Stamatiou ist verheiratet und Mutter einer Tochter und eines Sohnes.